# Morris Oxford Farina
La Oxford Farina è un'automobile prodotta, in due serie, dalla British Motor Corporation tra il 1959 ed il 1971 e commercializzata col marchio Morris.

## MK 1
Erede della Oxford, da cui comunque derivava, la "Oxford Farina" era la sorella gemella della coetanea Austin A55 Cambridge, da cui si differenziava per alcuni dettagli (minimi) nella mascherina e negli interni.
Rispetto alla precedente Oxford la nuova nata presentava una carrozzeria completamente nuova (disegnata, come suggerisce il nome, dalla Pininfarina) e un motore lievemente potenziato.
Nessuna novità, invece, per il resto della meccanica, assi tradizionale: motore anteriore longitudinale con albero a camme laterale e distribuzione ad aste e bilancieri, trazione posteriore, freni a tamburo su tutte le ruote, avantreno a ruote indipendenti e retrotreno ad assale rigido).
I 52 cv erogati dal 4 cilindri in linea di 1489cm³ e trasmessi alle ruote posteriori da una trasmissione manuale a 4 rapporti (in opzione c'era anche un cambio automatico Borg-Warmer a 3 rapporti), consentivano prestazioni modeste (appena 124 km/h di velocità massima).
Disponibile in 2 varianti (berlina 4 porte e Traveller, ossia station wagon), la Oxford Farina venne lanciata insieme alle sue gemelle A55 Cambridge, Wolseley 15/60, Riley 4/68 e MG Magnette III nel 1959 e rimase in listino fino al 1961, quando venne lanciata la seconda serie.
Lanciata ad un prezzo di £ 816 venne prodotta in 87.432 esemplari.

## MK 2
Rispetto alla serie precedente la Mk 2, come la gemella Austin A60 Cambridge, presentava una carrozzeria ristilizzata (opera di Pininfarina), un pianale dal passo  allungato e un motore dalla cilindrata aumentata da 1489 a 1622cm³.
Con 61 cv erogati dal motore e trasmessi alle ruote posteriori da una trasmissione manuale a 4 rapporti (in opzione c'era anche un cambio automatico Borg-Warmer a 3 rapporti), le prestazioni rimanevano modeste (appena 129 km/h di velocità massima) a causa anche del peso di 1120 kg.
Disponibile in 2 allestimenti (standard o De Luxe, meglio rifinito) e 2 varianti di carrozzeria (berlina 4 porte e Traveller, cioè station wagon), la Oxford Farina venne prodotta con modesti cambiamenti (mascherina anteriore e dettagli interni) fino al 1971 in un totale di 208.823 esemplari.
Lanciata ad un prezzo di £ 869, la Oxford Farina si proponeva (assieme A60 Cambridge, che costava £ 854) come versione d'accesso della gamma.
La sua erede fu la Marina.
Come d'abitudine per la BMC questo modello venne prodotto anche con altri marchi del gruppo: Wolseley, Riley e MG.